# Treat Williams
Richard Treat Williams (Rowayton, Connecticut, 1 de desembre de 1951 - Albany, 12 juny 2023) fou un actor i escriptor estatunidenc.

## Biografia
Va néixer en el si d'una família benestant. Els seus pares eren Richard Norman Williams i Marion (n. Andrew) Williams. Va rebre el nom de Treat, pel seu ancestre matern Robert Treat Paine, un antic colon de Nova Anglaterra i signatari de la Declaració d'Independència. Va estudiar en el Franklin & Marshall College de Pennsilvània i es va graduar en el Kent School de Connecticut. El seu nom va ser blanc de bromes dels seus companys, Treat significa també regal o delícia. En el seu temps d'estudiant va començar a participar en obres de teatre els estius, tant en obres clàssiques com a contemporànies, a més de participar en alguns musicals.
Després de la seva graduació es va traslladar a Nova York on va estudiar actuació amb Sandra Seacat, a més de cant i ball. Va treballar eventualment a Broadway, en el musical Grease, i en 1974, també en el musical Over There, al costat de les llegendàries The Andrews Sisters.
Va aconseguir el 1976 alguns papers menors en els films The Ritz, Marathon Man, Deadly Hero i Ha arribat l'àguila; després va retornar al musical Grease.
El 1978 el director Milos Forman el va seleccionar per al paper de George Berger en el film Hair (1979). Aquest personatge el va llançar a la fama i el va portar a ser candidat al Premi Globus d'Or a la nova estella de l'any en 1980.
Des de llavors ha participat en més de 90 pel·lícules i diverses sèries de televisió, entre les quals destaquen 1941 (1979), Hi havia una vegada a Amèrica, de Sergio Leone (1984), Estem morts... o què? (1988), Things to Do in Denver When You're Dead (1995) i Deep Rising (1998).
Va ser dues vegades més candidat al premi Globus d'Or, per la seva actuació en el film El príncep de la ciutat (1981), de Sidney Lumet, i pel telefilme Un tramvia anomenat desig, de 1984.
El 1996 va ser candidat al premi Emmy per la seva interpretació en el telefilm The Late Shift, i també el mateix any va tenir un notable paper a The Phantom.
La seva carrera teatral és extensa. Ha treballat a Broadway i Off-Broadway. Entre les obres teatrals en les quals ha participat estan Grease, Follies, Captains Courageous, Over Here!, Once in a Lifetime, Pirates of Penzance i Love Letters, rebent el premi Drama League Award per la seva actuació a Follies. En presentacions Off-Broadway destaquen Oleanna, Oh, Hell, Some Men Need Help i Maybe I'm Doing It Wrong. Williams posseeix una notable veu de baríton, la qual ha utilitzat en diversos musicals.
També s'ha exercit en una sola ocasió com a director, rebent dos premis pel curtmetratge Texan (1994).
En la seva carrera en televisió destaca la seva participació en les sèries Heartland, Everwood i Brothers & Sisters.'Apareix en dos episodis de la sèrie de CBS Hawaii Five-O com Mick Logan, que és contractat per Steve McGarrett per vigilar a la seva mare però acaba sent l'interès amorós de Doris McGarrett.

## Vida privada
Estava casat amb Pam Van Sant i eren pares de Gill i Eleanor Claire. La família tenia dues residències: una a Nova York i una altra a Manchester (Vermont). A més, era pilot i instructor de vol professional.
Morí com a conseqüència de les ferides provocades per un accident de trànsit que va patir el 12 juny 2023, quan un cotxe va envestir la motocicleta que conduïa.

## Filmografia
Les seves pel·lícules més destacades són:

### Cinema
| Any  | Títol                                                                              | Paper                         | Notes |
| ---- | ---------------------------------------------------------------------------------- | ----------------------------- | --- |
| 1976 | The Ritz                                                                           | Michael Brick                 | |
| 1976 | Marathon Man                                                                       | Corredor de Central Park      | |
| 1976 | Deadly Hero                                                                        | Billings                      | |
| 1976 | Ha arribat l'àguila (The Eagle Has Landed)                                         | Capità Clark                  | |
| 1979 | Hair                                                                               | George Berger                 | Nominació − Globus d'Or a la nova estrella de l'any masculina |
| 1979 | 1941                                                                               | Cpl. Chuck "Stretch" Sitarski | |
| 1980 | Star Wars Episodi V: The Empire Strikes Back                                       | Echo Base Trooper             | |
| 1980 | Why Would I Lie?                                                                   | Cletus                        | |
| 1981 | El príncep de la ciutat (Prince of the City)                                       | Daniel Ciello                 | Nominació − Globus d'Or al millor actor dramàtic |
| 1981 | The Pursuit of D. B. Cooper                                                        | D.B. Cooper                   | |
| 1983 | Neapolitan Sting                                                                   | Ferdinando detto Giugiù       | |
| 1983 | Dempsey                                                                            | Jack Dempsey                  | Telefilm |
| 1984 | A Streetcar Named Desire                                                           | Stanley Kowalski              | Telefilm Nominació − Globus d'Or al millor actor en minisèrie o telefilm                                                                                                  |
| 1984 | Hi havia una vegada a Amèrica (Once Upon a Time in America)                        | James Conway O'Donnell        | |
| 1984 | Flashpoint                                                                         | Ernie Wyatt                   | |
| 1985 | Smooth Talk                                                                        | Arnold Friend                 | Nominació − Independent Spirit Award for Best Male Lead |
| 1986 | Secrets indiscrets (The Men's Club)                                                | Terry                         | |
| 1987 | J. Edgar Hoover                                                                    | J. Edgar Hoover               | Telefilm |
| 1987 | Echoes in the Darkness                                                             | Rick Guida                    | Telefilm |
| 1988 | Sweet Lies                                                                         | Peter                         | |
| 1988 | The Third Solution                                                                 | Mark Hendrix                  | |
| 1988 | La notte degli squali                                                              | David Ziegler                 | |
| 1988 | Dead Heat                                                                          | Detectiu Roger Mortis         | |
| 1989 | Heart of Dixie                                                                     | Hoyt Cunningham               | |
| 1989 | Third Degree Burn                                                                  | Scott Weston                  | Telefilm |
| 1990 | Drug Wars: The Camarena Story                                                      | Ray Carson                    | Telefilm |
| 1990 | Max and Helen                                                                      | Max Rosenberg                 | Telefilm |
| 1990 | Beyond the Ocean                                                                   | Desconegut                    | |
| 1991 | Final Verdict                                                                      | Earl Rogers                   | Telefilm |
| 1992 | Till Death Us Do Part                                                              | Alan Palliko                  | Telefilm |
| 1992 | The Water Engine                                                                   | Dave Murray                   | Telefilm |
| 1992 | Deadly Matrimony                                                                   | Alan Masters                  | Telefilm |
| 1993 | Bonds of Love                                                                      | Robby Smith                   | Telefilm |
| 1993 | Where the Rivers Flow North                                                        | Champ's Manager               | |
| 1994 | Hand Gun                                                                           | George McCallister            | |
| 1994 | Vault of Horror I                                                                  | Desconegut                    | Telefilm |
| 1994 | Parallel Lives                                                                     | Peter Barnum                  | Telefilm |
| 1994 | Texan                                                                              | Man in Chinos                 | Curt de televisió Chicago International Film Festival Award for Best Short                                                                                                |
| 1995 | Mister Dog                                                                         | Desconegut                    | |
| 1995 | The Taming Power of the Small                                                      | Desconegut                    | Curtmetratge |
| 1995 | In the Shadow of Evil                                                              | Jack Brenner                  | Telefilm |
| 1995 | Johnny's Girl                                                                      | Johnny                        | Telefilm |
| 1995 | Coses per fer a Denver quan ets mort (Things to Do in Denver When You're Dead)     | Critic Bill                   | |
| 1996 | La brigada de Mulholland (Mulholland Falls)                                        | Coronel Nathan Fitzgerald     | |
| 1996 | The Late Shift                                                                     | Michael Ovitz                 | Telefilm Nominació − Primetime Emmy al millor actor en minisèrie o telefilm Nominació − Satellite Award for Best Supporting Actor – Series, Miniseries or Television Film |
| 1996 | The Phantom                                                                        | Xander Drax                   | |
| 1997 | L'ombra del diable (The Devil's Own)                                               | Billy Burke                   | |
| 1998 | Deep Rising                                                                        | John Finnegan                 | |
| 1998 | Escape: Human Cargo                                                                | John McDonald                 | Telefilm |
| 1998 | The Substitute 2: School's Out                                                     | Karl Thomasson                | Telefilm |
| 1998 | Every Mother's Worst Fear                                                          | Mitch Carson                  | Telefilm |
| 1999 | The Deep End of the Ocean                                                          | Pat Cappadora                 | |
| 1999 | 36 Hours to Die                                                                    | Noah Stone                    | Telefilm |
| 1999 | The Substitute: Winner Takes All                                                   | Karl Thomasson                | Telefilm |
| 1999 | Journey to the Center of the Earth                                                 | Theodore Lytton               | Telefilm |
| 2000 | Hopewell                                                                           | Desconegut                    | Television movie |
| 2001 | Crash Point Zero                                                                   | Agent Jason Ross              | |
| 2001 | Critical Mass                                                                      | Mike Jeffers                  | |
| 2001 | Skeletons in the Closet                                                            | Will                          | Vídeo |
| 2001 | Venomous                                                                           | Dr. David Henning             | Vídeo |
| 2002 | Guilty Hearts                                                                      | Stephen Carrow                | Telefilm |
| 2002 | Gale Force                                                                         | Sam Garrett                   | Vídeo |
| 2002 | Un final made in Hollywood (Hollywood Ending)                                      | Hal                           | |
| 2002 | The Circle                                                                         | Mr. Spencer Runcie            | |
| 2005 | Miss agent especial 2: Armada i fabulosa (Miss Congeniality 2: Armed and Fabulous) | Walter Collins                | |
| 2007 | The Staircase Murders                                                              | Michael Peterson              | Telefilm |
| 2007 | Moola                                                                              | Luis Gordon                   | |
| 2007 | The Hideout                                                                        | Pare d'Amy                    | |
| 2008 | What Happens in Vegas                                                              | Jack Fuller Sr.               | |
| 2008 | Good Behavior                                                                      | Burt Valencia                 | Telefilm |
| 2008 | Front of the Class                                                                 | Norman Cohen                  | Telefilm |
| 2009 | Chasing a Dream                                                                    | Gary Stiles                   | Telefilm |
| 2009 | Safe Harbor                                                                        | Doug                          | Telefilm |
| 2010 | Mask Maker                                                                         | Mr. Tucker                    | |
| 2010 | Howl                                                                               | Mark Schorer                  | |
| 2010 | 127 hores (127 Hours)                                                              | Pare d'Aaron                  | |
| 2010 | Martino's Summer                                                                   | Capità Jeff Clark             | |
| 2010 | Boston's Finest                                                                    | Jack Holt                     | Telefilm |
| 2011 | A Little Bit of Heaven                                                             | Jack Corbett                  | |
| 2011 | Oba: The Last Samurai                                                              | Coronel Wessinger             | |
| 2011 | Beyond the Blackboard                                                              | Dr. Warren                    | Telefilm |
| 2012 | Attack of the 50ft Cheerleader                                                     | Dr. Grey                      | |
| 2012 | Deadfall                                                                           | Becker                        | |
| 2013 | Barefoot                                                                           |                               | Post-producció |
| 2013 | In the Blood                                                                       | Robert Grant                  | Post-producció |
| 2013 | Age of Dinosaurs                                                                   | Gabe                          | Filmació |
| 2013 | Persecuted                                                                         |                               | Pre-producció |

### Televisió
| Any       | Títol                             | Paper                           | Notes |
| --------- | --------------------------------- | ------------------------------- | --- |
| 1985      | American Playhouse                | Hudley T. Singleton III         | Episodi: "Some Men Need Help" |
| 1987      | Faerie Tale Theatre               | Prince Andrew                   | Episodi: "The Little Mermaid" |
| 1991      | Eddie Dodd                        | Eddie Dodd                      | 6 episodis |
| 1992      | Tales from the Crypt              | Howard Prince                   | Episodi: "None But the Lonely Heart" |
| 1992      | Batman: The Animated Series       | Dr. Achilles Milo (veu)         | 2 episodis |
| 1993      | Road to Avonlea                   | Zak Morgan                      | Episodi: "Moving On" |
| 1993-1994 | Good Advice                       | Jack Harold                     | 19 episodis |
| 2002      | UC: Undercover                    | Teddy Collins                   | Episodi: "Teddy C" |
| 2002      | Going to California               | Officer Terrence 'Terry' Miller | Episodi: "The West Texas Round-up and Other Assorted Misdemeanors" |
| 2002-2006 | Everwood                          | Dr. Andrew 'Andy' Brown         | 89 episodis Nominació − Satellite Award for Best Actor – Television Series Drama Nominació − Screen Actors Guild Award for Outstanding Performance by a Male Actor in a Drama Series (2003–04) Nominació − Teen Choice Award for Choice TV Parental Unit |
| 2006      | Brothers & Sisters                | David Morton                    | 3 episodis |
| 2007      | Heartland                         | Dr. Nathaniel 'Nate' Grant      | 9 episodis |
| 2009      | The Storm                         | Robert Terrell                  | 2 episodis |
| 2011      | Against the Wall                  | Don Kowalski                    | 13 episodis |
| 2011      | Law & Order: Special Victims Unit | Jake Stanton                    | Episodi: "Spiraling Down" |
| 2012      | Leverage                          | Pete Rising                     | Episodi: "The Blue Line Job" |
| 2012-2013 | White Collar                      | James Bennett                   | 6 episodis |
| 2013      | Chicago Fire                      | Benny Severide                  | 3 episodis |
| 2013      | Hawaii Five-O                     | Mick Logan                      | 2 episodis |
| 2013      | Eve of Destruction                | Max Salinger                    | 2 episodis |

### Teatre
| Any       | Títol                            | Paper                     |
| --------- | -------------------------------- | ------------------------- |
| 1972–1980 | Grease                           | Danny Zuko                |
| 1974–1975 | Over Here!                       | Utah                      |
| 1978      | Once in a Lifetime               | Jerry Hyland              |
| 1981–1982 | The Pirates of Penzance          | The Pirate King           |
| 1982      | Some Men Need Help               | Hudley T. Singleton III   |
| 1989–1990 | Love Letters                     | Andrew Makepiece Ladd III |
| 1989      | Bobby Gould in Hell              | Bobby Gould               |
| 1992–1994 | Oleanna                          | John                      |
| 1999      | Captains Courageous, the Musical | Manuel                    |
| 2001      | Follies                          | Buddy Plummer             |